# Залеский, Владислав Францевич
Владисла́в Фра́нцевич (Фра́нцович) Зале́ский (30 января [11 февраля] 1861, Казань — 15 февраля 1922, Томск) — российский правовед, экономист, общественный и политический деятель консервативной направленности, один из лидеров правомонархического (черносотенного) движения в г. Казани и Казанской губернии, редактор, издатель, публицист, поэт.

## Происхождение, учёба, мировоззрение
В. Ф. Залеский родился в семье приват-доцента Императорского Казанского университета, поляка-католика Франца Францовича (Карловича) Залеского (сосланного в Казань) и православной казачки — дочери есаула Уральского казачьего войска В. Г. Денисовой.
Отец В. Ф. Залеского происходил от одной из линий рода потомственных дворян Залеских герба Любич Волынской губернии, не признанной по российским законам в дворянстве. Мать являлась потомственной дворянкой Казанской губернии, но сам В. Ф. Залеский, крещёный в православии и считавший себя русским, был принят в сословие потомственных дворян Казанской губернии лишь в начале 1909 г. — по чину действительного статского советника и цензу городской недвижимости.
Он был утверждён в дворянском достоинстве указом Правительствующего Сената по департаменту герольдии № 600 от 25 февраля (10 марта) 1910 г. и внесён в 3-ю часть «дворянской книги Казанской губернии», в удостоверение чего Казанским дворянским депутатским собранием ему была выдана грамота № 866 от 10 (23) марта 1910 г.
Его отец — Ф. Ф. (К.) Залеский — известен также как художник-любитель, оставивший любопытные зарисовки жителей города Казани середины XIX в., в том числе — портрет Н. И. Лобачевского.
Рано потеряв родителей и младшую сестру, В. Ф. Залеский воспитывался у тётки. Он получил классическое дворянское образование, изучив, помимо русского, польский, французский и немецкий языки. С 1874 г. В. Ф. Залеский учился во 2-й Казанской гимназии, затем перевёлся в 3-ю Казанскую гимназию, которую закончил в 1880 г. с золотой медалью. В эти годы он дружил с такими известными впоследствии людьми, как член ЦК партии кадетов юрист Г. Ф. Шершеневич и один из членов-учредителей «Русского Собрания» (РС) историк Н. П. Лихачёв, с первым из которых разошёлся во взглядах уже в гимназии, а со вторым — долгое время оставался в товарищеских отношениях.
В 1880 г. В. Ф. Залеский поступил на физико-математический факультет Императорского Казанского университета, который закончил в 1885 г. со званием «действительного студента естественных наук». В студенческие годы в его мировоззрении произошёл перелом, положивший начало становлению В. Ф. Залеского как убеждённого консерватора. Первоначально он симпатизировал либералам, но открытые конфликты с «прогрессивными» студентами и знакомство с либеральным учением привели его к выводу о том, что «либерализм есть целая система ложных принципов».
В дальнейшем В. Ф. Залеский обосновал и развил эти мысли в своих книгах и статьях, в том числе: «Либерализм», «Либеральная инквизиция», «Закулисная сторона либерально-прогрессивного движения» и других. Отстаивая в противовес либеральным консервативные принципы, он утверждал, что «народ в Русском Самодержавии не устраняется от дел государственного строительства».
«Участие своё в этой области, — писал В. Ф. Залеский, — Русский свободный Народ проявляет не в форме юридически для монарха обязательных постановлений парламентского большинства, а в виде имеющего лишь нравственную обязательную силу мнения лучших людей Русской Земли. … Западно-европейское парламентарное государство учёные называют правовым государством. Русское же самодержавное государство я назову — религиозно-нравственным государством» .

## Семья, дети, личные качества, образ жизни
31 марта (12 апреля) 1885 г. В. Ф. Залеский женился на русской оперной артистке, дочери личного дворянина Надежде Ивановне Панафутиной (род. в 1856 г.). Имел в браке трёх дочерей: Елену (род. 14 /26/ мая 1887 г.), Ольгу (род. 29 июня /11 июля/ 1888 г.) и Татьяну (род. 19 /31/ декабря 1894 г.) (жена и дети В. Ф. Залеского были православного вероисповедания).
Однако его семейная жизнь сложилась несчастливо: в 1895 г. у В. Ф. Залеского произошёл разрыв с женой, а в 1905 г. она окончательно ушла из дома, инициировав судебный процесс об алиментах. Вслед за матерью В. Ф. Залеского покинули дочери, что явилось для него большим потрясением: под влиянием семейной драмы В. Ф. Залеский начал вести образ жизни, по словам некоторых его знакомых, «близкий к аскетизму».
В. Ф. Залеский получил известность как крупный учёный, блестящий оратор и публицист, популярный политический деятель, теоретик и практик профессионального образования, поэт, фотограф и краевед. При этом, по свидетельствам современников, он обладал очень противоречивым характером. Неприятие лицемерия, религиозность, музыкальное эстетство, научная эрудиция и поэтический дар уживались в нём с буйным нравом, заносчивостью, вспыльчивостью, обидчивостью и высокомерием, нередко делавшими В. Ф. Залеского участником судебных тяжб и «героем» газетных хроник.
В молодости В. Ф. Залеский злоупотреблял алкоголем, но в 1883 г. поборол в себе этот порок, став пропагандистом трезвого образа жизни. Позднее он разработал и в 1912 г. опубликовал «Проект полного искоренения пьянства», предлагая бороться с алкогольным вырождением народа путём введения принудительной «соединённой продажи казённого вина и сахара», в результате чего последний постепенно должен был вытеснить из употребления «веселящие» напитки.
В. Ф. Залеский открыто заявлял о своём черносотенстве, являлся убеждённым юдофобом, русским националистом, панславистом и сторонником расовых теорий. Вместе с тем, он не пренебрегал и своими польскими корнями, о которых ему напоминали как оппоненты из консервативного лагеря, так и политические противники слева: например, газета «Волжский Вестник» называла В. Ф. Залеского «поляком-казаком с профессорским дипломом» .

## Научная карьера, профессиональная деятельность
После окончания университета В. Ф. Залеский жил в имении, занимался сельским хозяйством. С 23 сентября 1887 г. по 11 января 1888 г. он отбывал по жребию воинскую повинность канониром во 2-й артиллерийской бригаде. В 1889 г., сдав экзамен государственной испытательной юридичической комиссии при Императорском Казанском университете, был удостоен «диплома первой степени». В 1891—1892 гг. В. Ф. Залеский выдержал в Императорском Казанском университете испытание на степень магистра политической экономии, 6 октября 1892 г. был удостоен звания приват-доцента юридическим факультетом Императорского Московского университета, 30 октября 1894 г. — учёной степени магистра политической экономии юридическим факультетом Императорского Санкт-Петербургского университета, 14 февраля 1899 г. — доктора политической экономии юридическим факультетом Императорского Новороссийского университета.
С 23 января 1893 г. В. Ф. Залеский состоял приват-доцентом Императорского Казанского университета по кафедре политической экономии и статистики, с 15 января 1895 г. начал преподавать энциклопедию и историю философии права. 20 июня 1900 г. он был назначен экстраординарным, а 21 июня 1901 г. — ординарным профессором Императорского Казанского университета по кафедре энциклопедии и истории философии права. В 1908 г. В. Ф. Залеский был пожалован «вне правил, ко дню Святой Пасхи» чином действительного статского советника.
Кроме этого, с апреля 1890 г. по 15 октября 1894 г. В. Ф. Залеский являлся помощником присяжного поверенного, а с 15 октября 1894 г. по 30 июня (или 30 июля) 1900 г. — присяжным поверенным округа Казанской судебной палаты, с 12 декабря 1889 г. по 27 августа 1897 г. состоял почётным мировым судьёй Лаишевского округа Казанской губернии, в 1886—1893 гг. — гласным Лаишевского уездного и Казанского губернского земского собраний.
В. Ф. Залеский сотрудничал в целом ряде научных обществ (в том числе избирался членом Казанского отдела «Императорского Русского Военно-Исторического Общества», почётным членом Московского «Славянского Вспомогательного Общества» и других), являлся автором большого количества книг и статей по проблемам антропологии, истории, философии, экономики, юриспруденции и другим дисциплинам. Список его учёных трудов, редактируемых изданий и публицистических статей, приводимый в приложении к опубликованному в 1913 г. «Опыту характеристики» В. Ф. Залеского, включал в себя 104 пункта.
С 1886 г. В. Ф. Залеский начал помещать в казанской прессе статьи по хозяйственно-экономическим вопросам, обращая основное внимание на проблемы обезлесения Волжско-Камского края, развития сельского хозяйства, налогообложения крестьянства, оценки городской недвижимости и т. д. Тем же проблемам были посвящены его выступления на заседаниях Казанского губернского земского собрания.
Первой научной работой В. Ф. Залеского являлась магистерская диссертация «Учение о ценности», положения которой он развил в статье «Психологическая теория ценности» и брошюре «Das Problem der Profit-Entstehung vom Standpunkte der psychologishen Wertth-Theorie». Следующей крупной экономической работой В. Ф. Залеского стала докторская диссертация, изданная под названием «Учение о капитале», которую предваряли брошюра «Мировой закон ценности» и статья «К вопросу о ценности и происхождении прибыли на капитал». Являясь приверженцем так называемой «психологической» теории ценности, В. Ф. Залеский утверждал, что ценность благ устанавливается на основании суждения о ней, а высота меновой ценности определяется высотою потребительной ценности, сравнительной редкостью и издержками производства; критиковал «трудовую» теорию ценности К. Маркса, доказывая её абсолютную ложность и необоснованность. В. Ф. Залеский утверждал, что прибыль на капитал есть результат участия в производстве особого фактора — так называемого «пользования капиталом», состоящего в применении к производству энергии, получаемой не от человеческого труда, а из особых источников.
Основными трудами В. Ф. Залеского по философско-юридическим вопросам являются: «Власть и право. Философия объективного права», переведённая на французский язык и изданная в сокращённом виде в 1899 г. в г. Париже с предисловием профессора Л. Эннебика под названием «Le pouvoir et le droit. Philosophie du droit objectif», «Лекции Истории Философии Права» и «Лекции Энциклопедии Права». Одновременно В. Ф. Залеский занимался историко-юридическими исследованиями, опубликовав по данной тематике такие книги и статьи, как: «К столетию Казанского Императорского Университета. История преподавания Философии Права в связи с важнейшими данными внешней истории юридического факультета», «Сводная таблица расположения лекций на юридическом факультете Казанского Императорского университета за время с 14 февраля 1805 по 1 мая 1903 г.», «Гражданская практика Казанских Судебных установлений первой четверти XIX столетия», «Казанский разбойник Быков и бродяга, назвавшийся Чайкиным», «Из Казанской старины», «К истории просвещения инородцев Казанского края в XVIII столетии», рецензию на работу профессора Н. П. Загоскина «История Казанского Университета» и другие.

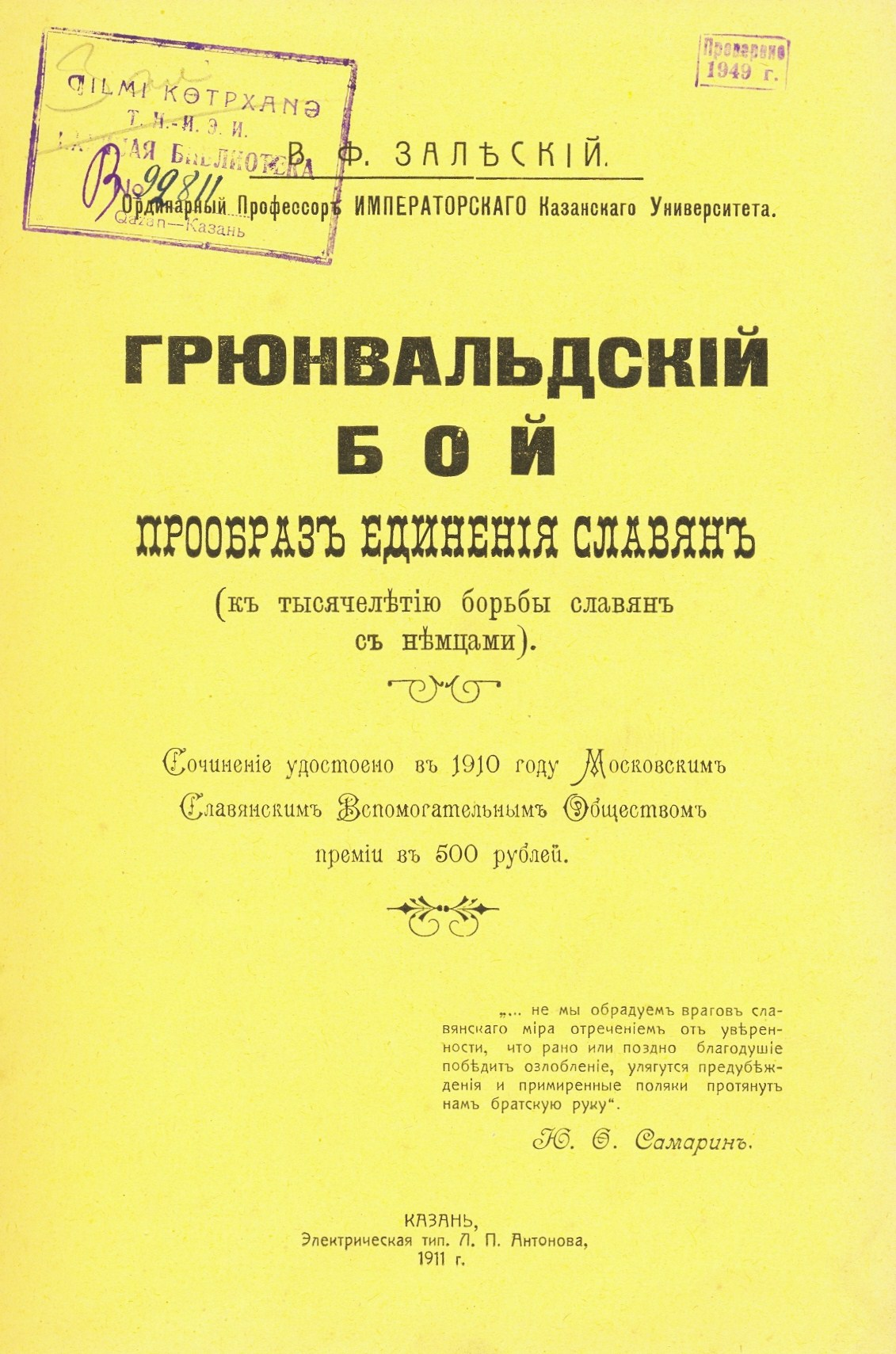
Обложка книги В. Ф. Залеского «Грюнвальдский бой — прообраз единения славян (К тысячелетию борьбы славян с немцами)» (Казань, 1911 г.)

Результаты антропометрического исследования В. Ф. Залеского скелетов Быкова и Чайкина, а также — данных членов шайки, похитившей в 1904 г. чудотворную Казанскую икону Божьей Матери, были опубликованы (вместе с авторскими фотоснимками) в 1904—1905 гг. в журнале «Archivio di Psichiatra, Neuropatologia, Medicina legale ed Antropologia criminale» (г. Турин) в статьях «Come possa l’antropologia criminale rivelare la colpevolezza o l’innocenza di un uomo anche dallo scheletro. Il brigante Casanese Bykow e il vagabondo chiamato Ciajkin» (vol. XXV) и «Una banda di sacrileghi professionali» (vol. XXVI) с примечаниями его издателя профессора Ч. Ломброзо.
Радикальные взгляды В. Ф. Залеского на «еврейский вопрос», окончательно сформировавшиеся под влиянием революционных событий 1905—1907 гг., получили своё концептуальное оформление в целом ряде выступлений, работ и статей, в том числе: «Психическое убожество иудеев», «Тайна крови. К вопросу о ритуальных убийствах», «Равноправие или исход?», «Всемирный обман», «Властелин мира», «Мудрый совет, данный в XV столетии» и других. Основываясь на концепции интеллектуально-психической неполноценности иудейства, представляющего, по его выражению, «общество низшего порядка по сравнению с арийскими обществами», В. Ф. Залеский подверг резкой критике философские, общественно-политические, экономические, этические и эстетические взгляды Б. Спинозы, К. Маркса, Ф. Лассаля, Г. Гейне, Д. Ло и Д. Риккардо (намереваясь в дальнейшем продолжить этот ряд), сочетая «расовый подход» с подробным анализом их произведений, а также — на основании обобщения исторических свидетельств — предпринял попытку комплексного обоснования теории совершения иудеями ритуальных убийств. Одновременно В. Ф. Залеский утверждал о существовании иудейско-масонского заговора против России и политики «золотого рабства» (то есть её экономическое подчинение еврейским капиталом). Своё отношение к масонству он изложил в статьях: «Возрождение чернокнижия», «Что такое масоны», «Эпоха Магницкого» и других. Предположительно, на его взгляды, помимо западных авторов, также оказал влияние профессор Императорского Казанского университета К. С. Мережковский (брат писателя-мистика Д. С. Мережковского), находившийся в тесном контакте с В. Ф. Залеским.
В. Ф. Залеский являлся автором проекта объединения всех славян под эгидой России в «союз государств» под названием «Великая Виндия» (или «Великая Славия»), в котором «все славянские племена образуют самостоятельные государства, объединяемые деятельностью союзного совета в освобождённом Царе-Граде», ради чего предлагал, в частности, восстановить независимость Польши (с одновременным переселением всех поляков за пределы Российской империи). Свои соображения он обобщил в исследовании «Грюнвальдский бой — прообраз единения славян (К тысячелетию борьбы славян с немцами)», получившем в 1910 г. конкурсную премию от Московского «Славянского Вспомогательного Общества». Кроме этого, В. Ф. Залеский написал и опубликовал научный труд «Системы призрения бедных в законодательстве и практике главнейших западно-европейских государств», получивший в 1912 г. положительный отзыв сенатора А. Ф. Кони и удостоенный Комитетом «Попечительства о Трудовой Помощи» «большой премии» (в половинном размере). По позднему свидетельству самого В. Ф. Залеского, в 1912—1913 гг. он написал также работы «Отечественная война 1812 года» и «Улучшение сорта возделываемых растений», а с весны 1915 г. занялся «изобретениями в области органической химии», обратив на себя внимание профессоров А. Е. Арбузова и А. Я. Богородского, однако дальнейшая судьба этих работ до настоящего времени не прояснена.

## Политическая деятельность
С 1905 г. В. Ф. Залеский активно включился в деятельность местного право-монархического движения, выступив главным инициатором создания в декабре 1905 г. «Казанского Царско-Народного Русского Общества» (КЦНРО), бессменным председателем Совета которого состоял на протяжении всей его деятельности — до марта 1917 г. Одновременно с ноября 1906 г. он являлся председателем Совета Казанского Губернского отдела «Союза Русского Народа» (КГО СРН), выступал инициатором и проводником создания «Царско-Народного Мусульманского Общества» и целого ряда отделов СРН в Казанской губернии.
В декабре 1906 г. — вместе с председателем Совета Казанского отдела «Русского Собрания» А. Т. Соловьёвым и председателем Совета «Общества церковных старост и приходских попечителей города Казани» А. И. Кукарниковым — В. Ф. Залеский вошёл в так называемую «Областную Управу Объединённого Русского Народа», ведению которой должны были подлежать все губернии Волжско-Камского края. Во время раскола в монархическом лагере он открыто выступил против А. И. Дубровина и вступил в многолетнюю непримиримую полемику с А. Т. Соловьёвым, значительно усугубившую кризис казанского черносотенного движения. Одним из следствий последнего стал раскол в КГО СРН. 30 марта 1910 г. Главный Совет СРН принял постановление об исключении В. Ф. Залеского и его товарища (заместителя) А. Е. Дубровского из СРН, но уже в июне 1910 г. приехавший с инспекцией в г. Казань уполномоченный «обновленцев» Ф. Д. Лиховидов признал их «сохранившими звание» членов и прежние посты. Однако это не спасло КГО СРН от окончательного распада: в 1911 г. В. Ф. Залеский выступил одним из трёх учредителей формально самостоятельного «Казанского Союза Русского Народа», который, главным образом, числился на бумаге.
В. Ф. Залеский являлся одним из организаторов и председателем Первого Волжско-Камского Областного патриотического съезда в г. Казани 21 — 25 ноября 1908 г., участником целого рода правомонархических форумов различного уровня, в том числе 3-го Всероссийского съезда Русских Людей в г. Киеве 1 — 7 октября 1906 г., 4-го Всероссийского съезда Русских Людей в г. Москве 26 апреля — 1 мая 1907 г., Всероссийского («Восторговского») Съезда Русских Людей в г. Москве 27 сентября — 4 октября 1909 г. и Съезда правых профессоров в г. Санкт-Петербурге в декабре 1911 г. Помимо Казани, В. Ф. Залеский в разное время выступал на собраниях монархистов во Владимире, Москве, Нижнем Новгороде, Самаре, Уфе, Чистополе и других городах.
11 марта 1906 г. В. Ф. Залеский был представлен Императору Николаю II в Царском Селе, куда прибыл вместе с другими выборными от казанских черносотенных организаций (во главе депутатации от КЦНРО). 10 сентября 1910 г. во главе делегации КЦНРО он также встречался с председателем Совета министров П. А. Столыпиным, находившимся в г. Казани. В. Ф. Залеский принимал активное участие в выборах разного уровня, в том числе в Государственную Думу всех созывов, занимался политической деятельностью в стенах Императорского Казанского университета (за что неоднократно подвергался бойкотам, обструкциям и угрозам физической расправы со стороны «прогрессивно» настроенных студентов), выступал инициатором и активным участником целого ряда громких политических кампаний (в том числе — дискуссии «о ненормальности постановки инородческого образования в Казанской губернии», во время которой с крайних русификаторских позиций критиковал миссионерскую «систему Н. И. Ильминского»).
В. Ф. Залеский являлся редактором-издателем газет «Черносотенец» и «Сошники»(г. Казань), а также «Предвыборной Газеты» («№ первый и последний» издан в г. Казани 30 сентября 1912 г. В. Ф. Залеским и Ю. Ю. Кудиновым), а также автором стихов патриотического и исторического содержания, часть которых была опубликована в виде брошюр и «листков»: «Отклики войны», «Кайзер и Великий Князь» (1915 г.) и других. В. Ф. Залеский являлся также автором целого ряда популярных брошюр политического характера, в том числе: «Политические партии (общедоступные заметки)» (1906 г., два издания), «Наставление лицам, открывающим новые отделы Союза Русского Народа» (1906 г.), «Что такое Союз Русского Народа и для чего он нужен?» (1907 г.), «Как прибавить земли крестьянам?» (1908 г.) и других.
Любимым детищем В. Ф. Залеского являлась портновская школа КЦНРО, постановка преподавания в которой была признана в мае 1909 г. экспертами Казанской ремесленной управы образцовой, подтверждением чего стало награждение её летом 1909 г. похвальным листом министерства финансов за «почин организации портновских мастерских в Казани». В 1915 г. Комитет «Попечительства о Трудовой Помощи» удостоил премии имени Императрицы Александры Феодоровны научный труд В. Ф. Залеского «Попечение о беспризорных и покинутых детях», в котором он, в частности, сделал вывод о том, что «приютско-патронажная система подлежит замене системою охраны материнства». Кроме этого, В. Ф. Залеский был хорошо известен в г. Казани как домовладелец, активно отстаивавший интересы этой категории собственников.
В начале марта 1917 г. В. Ф. Залеский заявил сначала о приостановлении политической деятельности «небольшой группы правых», объединившихся «вокруг портновской школы», а затем объявил, что: «В Казани правых организаций нет». Одновременно он заявил о своём признании «нового строя», но, несмотря на это, 17 — 19 марта 1917 г. подвергся аресту. Одно из стихотворений В. Ф. Залеского под названием «Народ-Богоносец», написанное в июле 1917 г., свидетельствует о его глубоком разочаровании в настроениях и поведении русских людей в период военных и общественных испытаний.
Дальнейшие сведения о В. Ф. Залеском носят фрагментарный и противоречивый характер. После октября 1917 г. В. Ф. Залеский продолжал работать на юридическом факультете Казанского университета на кафедре энциклопедии и истории философии права. В соответствии с постановлением Совета Казанского университета от 14 декабря 1918 г., он, в числе прочих, был признан отчисленным из него с 1 января 1919 г., как выбывший из г. Казани «по обстоятельствам гражданской войны».
Вероятно, В. Ф. Залеский покинул город в ночь с 9 на 10 сентября 1918 г. — во время массового исхода из него населения после ухода «народоармейцев» и перед вступлением в г. Казань частей «Красной Армии». По некоторым сведениям, он поддерживал белое движение. Известно также, что в 1919 г. В. Ф. Залеский работал профессором в Томском университете. Архив В. Ф. Залеского, хранившийся в Научной библиотеке Казанского государственного университета имени В. И. Ульянова-Ленина, сохранился лишь фрагментарно, так как значительная его часть была уничтожена в советское время.

## Награды
К февралю — марту 1917 г. В. Ф. Залеский был награждён четырьмя орденами: Святого Станислава 3-й (Высочайшим приказом по гражданскому ведомству № 1 от 1 /13/ января 1900 г.) и 2-й (№ 1 от 1 /14/ января 1904 г.) степеней, Святой Анны 2-й степени (№ 1 от 1 /14/ января 1908 г.) и Святого Владимира 4-й степени (№ 1 от 1 /14/ января 1917 г.).
Кроме этого, он был удостоен: серебряной медали «В память царствования в Бозе почивающего Императора Александра III», бронзовой медали за труды по Первой всеобщей переписи населения Российской Империи 1897 г., светлобронзовой медали «на Владимирской ленте» «В память 100-летия Отечественной войны 1812 года», светлобронзовой медали «В память 300-летия Царствования Дома Романовых», а также Высочайше утверждённого серебряного знака Императорского русского военно-исторического общества.

## Научные труды

#### Книги
- Учение о происхождении прибыли на капитал. Отдел 1 Учение о ценности. Выпуск 1 Часть догматическая — Казань, 1893.
- Учение о происхождении прибыли на капитал. Отдел 1 Учение о ценности. Выпуск 2 Часть критическая — Казань, 1893.
- Учение о происхождении прибыли на капитал. Отдел 2 Учение о капитале. Выпуск 1 Часть историко-критическая — Казань, 1898.
- Учение о происхождении прибыли на капитал. Отдел 2 Учение о капитале. Выпуск 2 Часть догматическая — Казань, 1898.
- Учение о ценности. Два выпуска. — 1893.
- Земельная община  (в "Общем своде данных хозяйственно-статистического исследования казанской губернии"). — типо-лит. В.М. Ключников. — С. глава VI. — 636 с.
- Власть и право. Философия объективного права.. — Казань: Типография Б. Л. Домбровского, О. Вечеслава, 1897. — 17 с.
- Сборник текущей статистики казанского губернского земства. — 1897. — С. XIV.
- Le pouvoir et le droit. Philosophie du droit odjectif. Traduction de m-lle Balabanoff, preface de M. Leon Hennebicq. — Paris, 1899.
- К вопросу о реформе средней школы. — 1900.
- Лекции истории философии права. — 1902.
- Лекции энциклопедии права. — Казань: типо-лит. Имп. ун-та, 1903. — 23 с.

#### Брошюры
- Речь, сказанная на магистерском диспуте. — 1894.
- Мировой закон ценности. — 1894.
- Critique de la theorie du degree final de l utilite. — 1895.
- Экономические явления в мире животных. — 1896.
- Теория бумажно-денежного обращения. Публичная лекция. — 1896.
- Крестьянские бюджеты. Издание казанского губернского земства. Выпуск 1. — 1899.
- Крестьянские бюджеты. Издание казанского губернского земства. Выпуск 2. — 1900.

#### Статьи
- О современном состояние сельского хозяйства у крестьян казанской губернии // Каз. Бирж. Лист.. — 1891. — № 275, 280.
- Несколько слов о проектируемой узкоколейной дороге к реке Вятке // Каз. Бирж. Лист.. — 1891. — № 298.
- Одна из причин упадка нашего сельского хозяйства // Волж. Вест.. — 1892; 1893. — № 323, 328; 3, 13.
- Рецензия на книгу проф. Скворцова: "Экономические этюды, I" // Журн. С.-петерб. Юридич. Общ.. — 1894. — Т. IV.
- Рецензия на книгу Турган-Барановского: "Промышленные кризисы в современной Англии" // Журн. С.-петерб. Юридич. Общ.. — 1895. — Т. II.
- По поводу запроса г. министра земледелия казанскому губернскому земскому собранию о нуждах сельского хозяйствах // Каз. Телеграф. — 1895. — 19 и 20 апреля.
- Рецензия на книгу В. В.: "Очерки теоретической экономии" // Журн. С.-Петерб. Юрид. Общ.. — 1895. — Т. VI.
- К вопросу о ценности и происхождении прибыли на капитал // Журн. С.-Петерб. Юрид. Общ.. — 1895. — Т. IX.
- Общинное землевладение у чуваш и черемис казанской губернии // Сев. Вестн.. — 1895. — Т. IX.
- Рецензия на книгу Орженцкого: "Полезность и цена" и книгу Дена :"К учению о ценности" // Журн. С.-Петерб. Юрид. Общ.. — 1895. — Т. XII.
- По поводу предстоящей общей переоценки недвижимых имуществ города Казани // Каз. Тел.. — 1897. — 10 декабря.
- Благой почин. По поводу одного из постановлений XXXIV очередного лаишевского уездного земского собрания // Каз. Тел.. — 1898. — 13 ноября.
- Двадцать пять веков философии права // Самообразование. — 1902. — № 20, 21, 22, 23.
- Утилитаризм в праве // Самообразование. — 1902. — № 35, 36, 37.
- История преподавания философии права в императорском казанском университете // Жур. Мин. Народн. Просв.. — 1903. — Т. X - XII.
- Сводные таблицы расположения лекций на юридическом факультете императорского казанского университета, за время с 14 февраля 1805 г. по 1 мая 1903 г. // Учен. Зап. Каз. унив.. — 1903. — Т. IX.
- Рецензия на издание казанского губернского земства: "Оценка земель. Том 2. Цивильский уезд" // Русск. Эконом. Обозр.. — 1903. — Т. Х.
- Психологическая теория ценности. По поводу книги Орженцкого: "Учение об экономическом явлении" // Народн. Хозяйство. — 1903. — Т. XI - XII.
- Теория происхождения прибыли на капитал, с точки зрения психологической теории ценности // Русск. Эконом. Обзор. — 1904. — Т. I.
- Come possa l,antropologia criminale rivelare la colpevolezza o I,innocenza di un uomo anche dallo scheletro. Il brigante Casanese Bykow e il vagabond chiamato Ciajkin // Arch. di Psich., Neuropat., Med. legale ed Antrop. criminale. — 1904. — Vol. XXV. — С. 1 - 2.